# Budapest Sports Arena
A  László Papp Budapest Sports Arena, ou Budapest Sports Arena (em húngaro Budapest Sportárena), é um ginásio esportivo multi-uso, localizado em Budapeste, capital da Hungria. A maior arena do país. Sua capacidade é de 12.500 pessoas, dependendo do evento. É constantemente usada para shows musicais.

## JRC
A grande arena se localiza em um complexo onde também está o JRC Ice Hall, um ginásio menor, com capacidade para cerca de 6.000 pessoas, que também recebe eventos esportivos e concertos.